# Andrew Stamp
Andrew Stamp (Kettering, 15 de diciembre de 2001) es un deportista británico que compite en gimnasia en la modalidad de trampolín.
Ganó tres medallas en el Campeonato Mundial de Gimnasia en Trampolín, en los años 2022 y 2023, y una medalla de bronce en el Campeonato Europeo de Gimnasia en Trampolín de 2022.

## Palmarés internacional
| Campeonato Mundial | Campeonato Mundial       | Campeonato Mundial | Campeonato Mundial |
| Año                | Lugar                    | Medalla            | Prueba             |
| ------------------ | ------------------------ | ------------------ | ------------------ |
| 2022               | Sofía (Bulgaria)         | Medalla de oro     | Equipo mixto       |
| 2023               | Birmingham (Reino Unido) | Medalla de bronce  | Equipo             |
| 2023               | Birmingham (Reino Unido) | Medalla de bronce  | Equipo mixto       |
| Campeonato Europeo |                          |                    |                    |
| Año                | Lugar                    | Medalla            | Prueba             |
| 2022               | Rímini (Italia)          | Medalla de bronce  | Equipo             |